# Hội Cổ sinh - Địa tầng Việt Nam
Hội Cổ sinh - Địa tầng Việt Nam là tổ chức xã hội - nghề nghiệp phi lợi nhuận của những người và tổ chức hoạt động trong lĩnh vực liên quan đến chuyên ngành cổ sinh - địa tầng học tại Việt Nam. Hội có tên giao dịch tiếng Anh là Vietnam Association for Paleontology and Stratigraphy, viết tắt là VAPS .
Hội thành lập ngày 25/03/2005 tại Đại hội đại biểu toàn quốc lần thứ 1 của Hội tại Hà Nội. Điều lệ Hội được Bộ Nội vụ Việt Nam phê duyệt tại Quyết định số 120/2005/QĐ-BNV ngày 15 tháng 11 năm 2005.
Văn phòng Hội đặt tại địa chỉ Số 6 Phạm Ngũ Lão, quận Hoàn Kiếm, Hà Nội, chung với văn phòng của Tổng hội Địa chất Việt Nam .

## Mục tiêu hoạt động
Mục đích của Hội là tập hợp đoàn kết rộng rãi những người hoạt động trong chuyên ngành cổ sinh - địa tầng nhằm hỗ trợ nhau phát huy tài năng và trí tuệ, nâng cao trình độ chuyên môn, đạo đức nghề nghiệp cống hiến cho sự nghiệp công nghiệp hóa và hiện đại hóa đất nước góp phần xây dựng nước Việt Nam giàu mạnh xã hội công bằng dân chủ văn minh.

## Kiến nghị về Dự án cáp treo vào Vườn quốc gia Phong Nha Kẻ Bàng
Năm 2017 tỉnh Quảng Bình và một số cơ quan hữu trách đưa ra "Dự án cáp treo vào vùng lõi Vườn quốc gia Phong Nha Kẻ Bàng" để phát triển du lịch. Tuy nhiên Hội Cổ sinh - Địa tầng kiến nghị hoạt động như vậy sẽ làm thay đổi và phá hỏng cảnh quan hiện hữu.

## Chỉ dẫn
1. ↑  Tên giao dịch tiếng Anh này sát nghĩa hơn, và khác với tên trong Điều lệ Hội.

- Theo Điều lệ được phê duyệt ngày 15 tháng 11 năm 2005 thì Hội có tên giao dịch tiếng Anh là Vietnam Paleontological and Stratigraphical Association, viết tắt là VPSA.